# 寺田弘
寺田 弘（てらだ ひろし、1914年4月29日 - 2013年3月7日）は、日本の詩人。
福島県生まれ。明治大学専門部卒、愛知教育大学事務局長、都民劇場常任理事。1991年から1993年まで日本詩人クラブ会長。1996年現代詩人会から先達詩人顕彰を受ける。2013年3月7日、老衰のため98歳で死去。

## 著書
- 傷痍軍人詩集（編）四季書房 1943
- はしれはしれ 東山書房 1948
- 故園の書 白鳳社 1977.9
- 寺田弘詩集 宝文館出版 1978.8 (昭和詩大系)
- 詩集 勲章について 国文社 1985.10
- 詩に翼を 詩の朗読運動史 詩画工房 1992.5
- 寺田弘詩集 土曜美術社出版販売 1994.4 (日本現代詩文庫)
- 独楽余滴 緑の笛豆本の会 1997.8 (緑の笛豆本)
- 三虎飛天 詩集 書肆青樹社 2005.11

## 参考
- 「寺田弘詩集」年譜